# Tanod

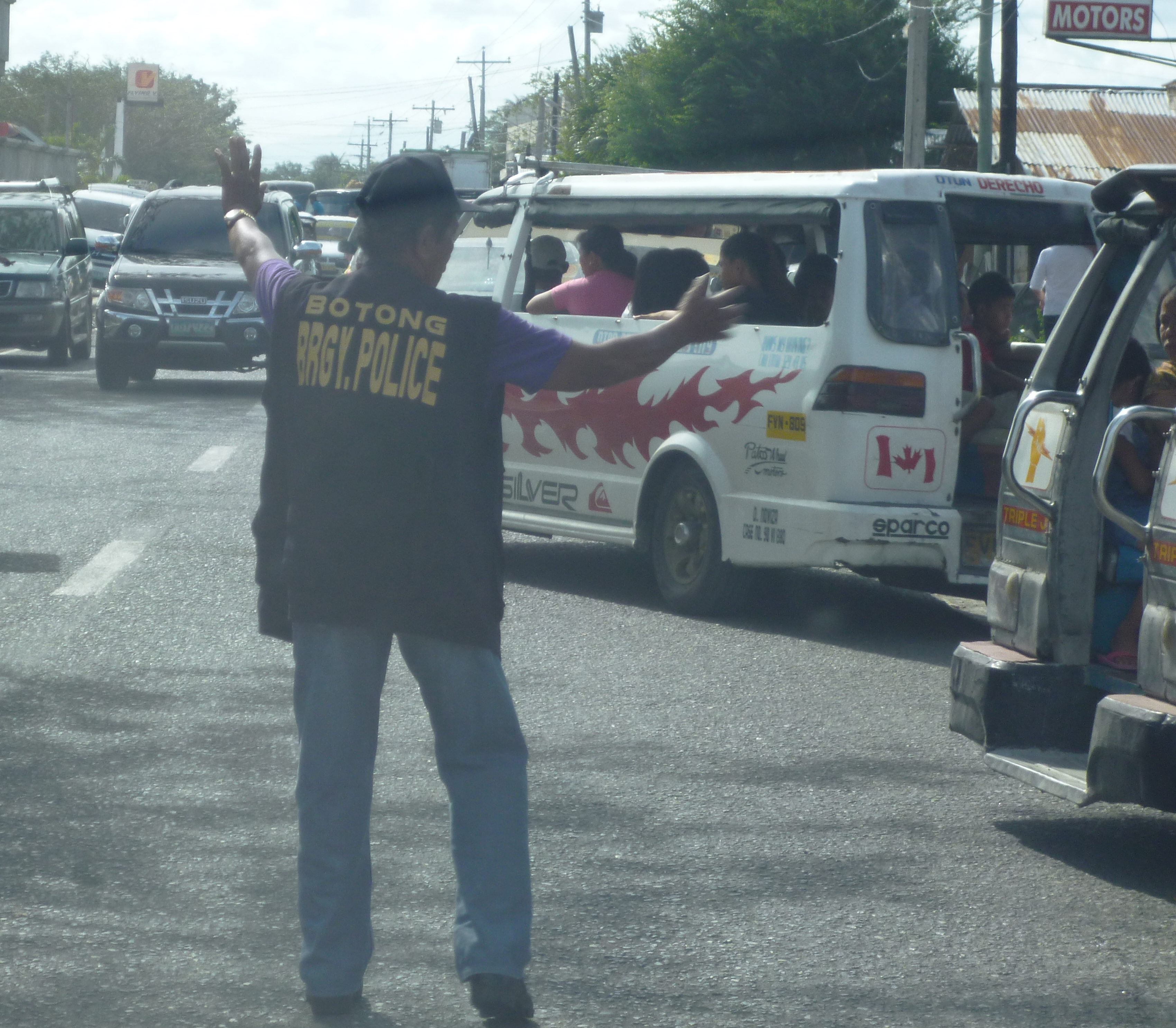
Un tanod dirigiendo el tráfico en Oton, Iloílo, febrero de 2013

Un tanod, o barangay tanod, también conocido como oficial de policía de barangay. A veces se denomina con las siglas BPSO, que pueden tener diversos significados (pero muy parecidos):
- Barangay Public Safety Officer ("oficial de seguridad pública del barangay").[1]
- Barangay Peacekeeping and Security Officer ("oficial de mantenimiento de la paz y seguridad del barangay").
- Barangay Police Safety Officer ("oficial de seguridad policial del barangay").

Es el nivel más bajo de agente del orden en Filipinas. Principalmente, sirven como vigilantes de un barangay, pero también desempeñan diversas funciones bajo la supervisión del capitán del barangay. Los tanods son:
"la primera línea en la preparación y respuesta ante cualquier tipo de atrocidades, desórdenes públicos, emergencias e incluso desastres o calamidades provocadas por el hombre que amenacen la paz, el orden y la seguridad pública."
Pueden estar desarmados o equipados con una porra o un cuchillo bolo (un tipo de machete).

## Deberes y responsabilidades
Si bien los tanods cooperan con la Policía Nacional de Filipinas, no forman parte de esta institución. No tienen la misma autoridad que los oficiales de policía y no pueden arrestar a sospechosos de cometer delitos. En cambio, los tanods complementan el trabajo de la policía y cumplen:
...«ciertas funciones que la fuerza policial no puede desempeñar de inmediato, especialmente en lo que respecta a la aplicación de leyes nacionales y locales dentro de los barangays».
Además, se encargan de disputas menores que normalmente no serían gestionadas por la policía. El Código de Gobierno Local de Filipinas establece los deberes y responsabilidades básicas de un tanod. Por su parte, el Departamento del Interior y Gobierno Local proporciona capacitación y una definición más detallada de sus funciones.
Los tanods pueden estar desarmados o portar únicamente una porra o un cuchillo bolo. Oficialmente, no están autorizados a portar armas de fuego, aunque algunos las llevan a pesar de eso. Aquellos que poseen un arma pueden haber obtenido una licencia privada como ciudadanos particulares y no como parte de sus funciones oficiales como tanods; otros que portan armas de fuego mientras están de servicio pueden ser considerados en violación de la ley.

## Remuneración
Aunque a menudo se les describe como voluntarios, los tanods pueden recibir algún tipo de pago y otros beneficios, financiados con los fondos del barangay, el municipio o la ciudad, la mayoría de los cuales provienen de la Asignación de Ingresos Internos, complementados por otras fuentes.
Los tanods en distintas partes del país pueden recibir diferentes tasas de pago y beneficios, dependiendo de la riqueza y las necesidades de sus comunidades locales. En la ciudad de Cebú, por ejemplo, el gobierno municipal permite que cada barangay pague a un tanod un "honorario" de 4,000 pesos mensuales. En otros lugares, los tanods reciben 300 pesos mensuales.

## Personal
En 2004, había más de 700.000 tanods en Filipinas, en comparación con aproximadamente 140.000 efectivos de la Policía Nacional de Filipinas ese mismo año. Sin embargo, el número de tanods por barangay varía de una ciudad a otra y de un municipio a otro.
En la ciudad de Cebú, cada barangay tiene autorización para contratar hasta 20 tanods. En 2011, la ciudad de Baguio, con una población de aproximadamente 325.000 habitantes, contaba con 392 tanods distribuidos en 88 barangays, lo que equivale a un promedio de 4.5 por barangay.
En Cagayán de Oro, hay 950 tanods en 56 barangays, con un promedio aproximado de 17 por barangay. En la provincia de Leyte del Sur, había 3.452 tanods en 2012.

## Historia
Los tanods ya estaban bien establecidos incluso antes de la promulgación del actual Código de Gobierno Local de 1991.

## Galería

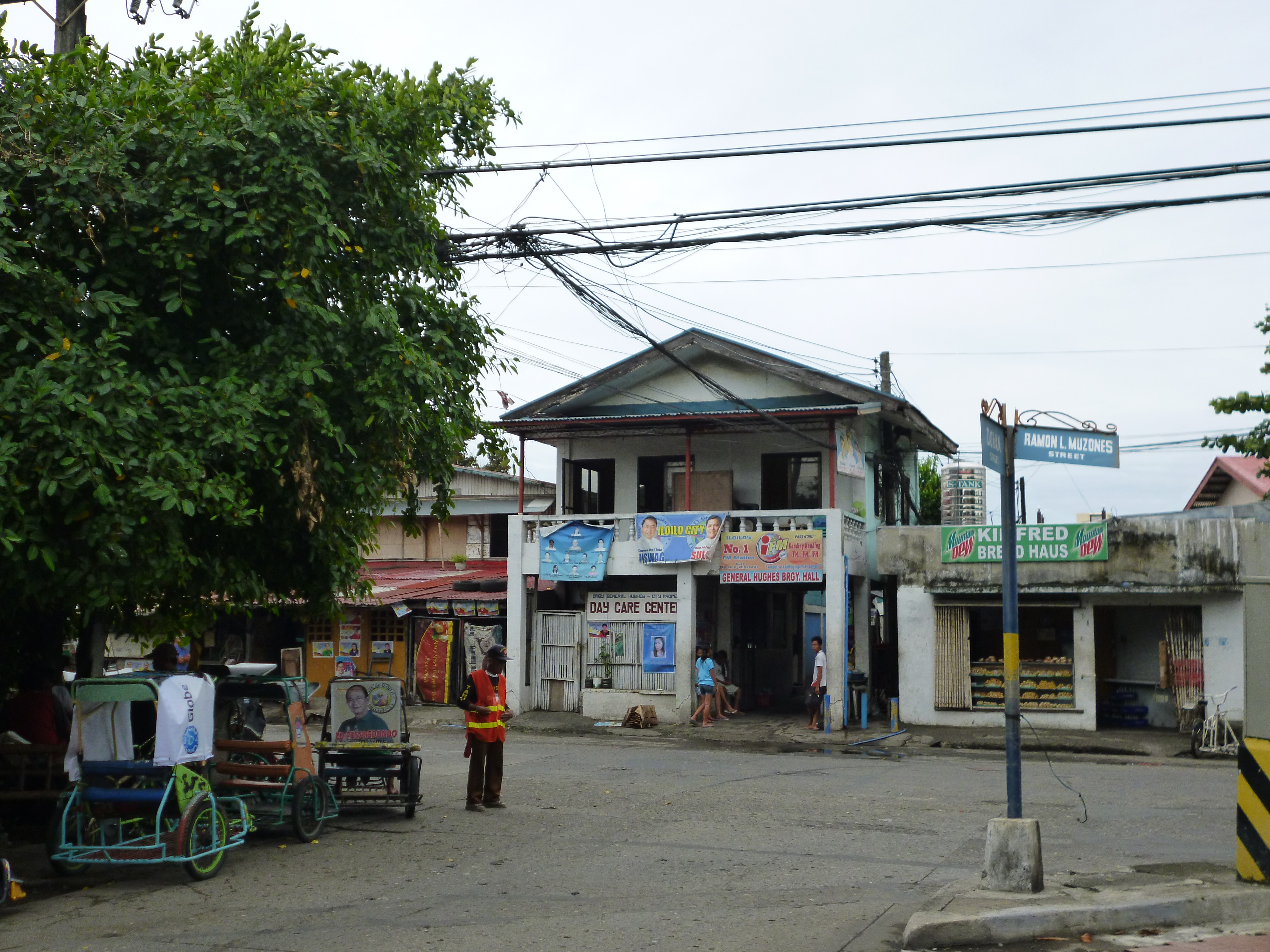
Un tanod fuera del Barangay Hall de Brgy. General Hughes, City Proper, Iloilo City
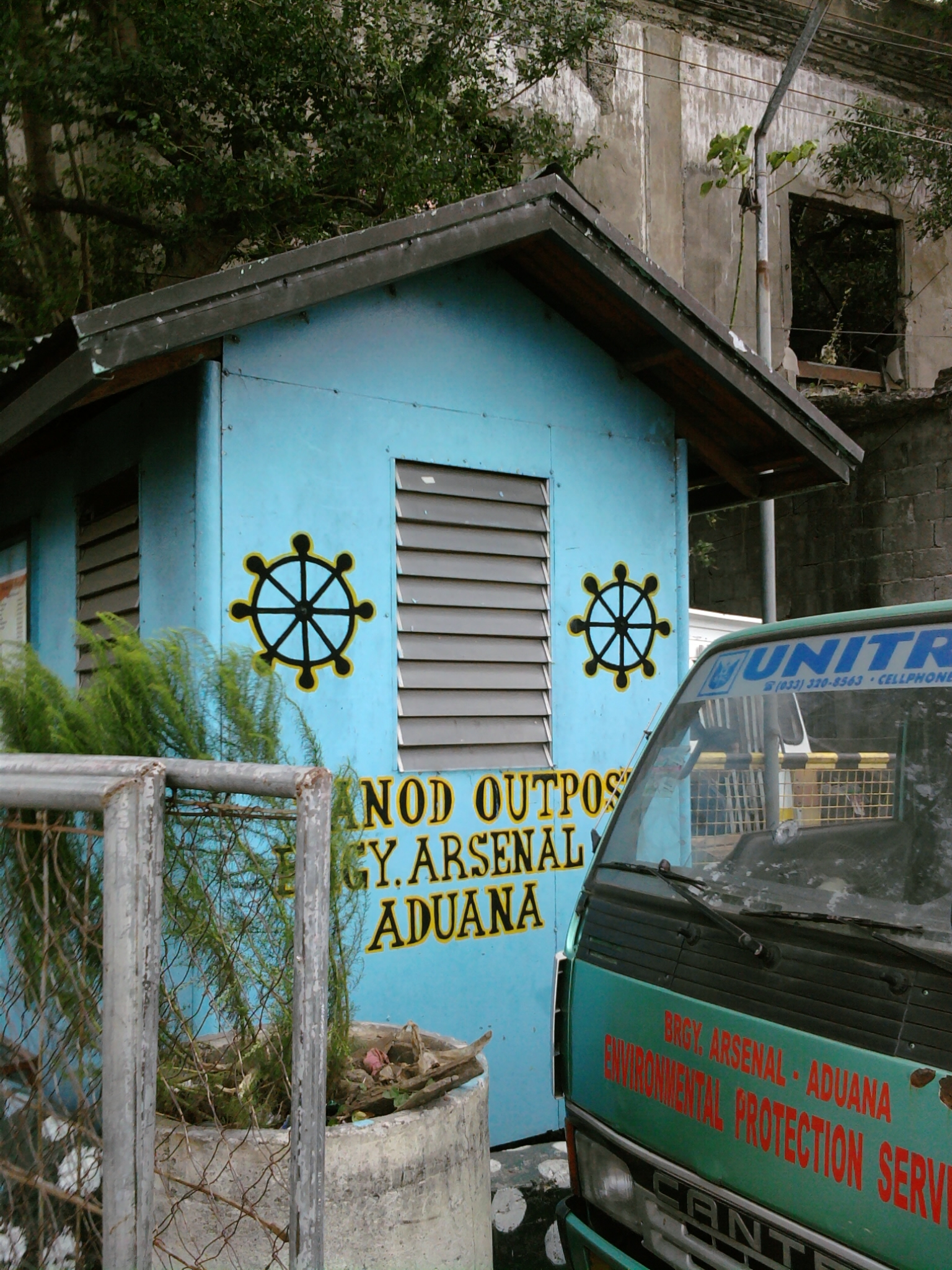
El puesto de tanods en el Barangay Hall de Barangay Arsenal Aduana, City Proper, Iloílo, Filipinas.
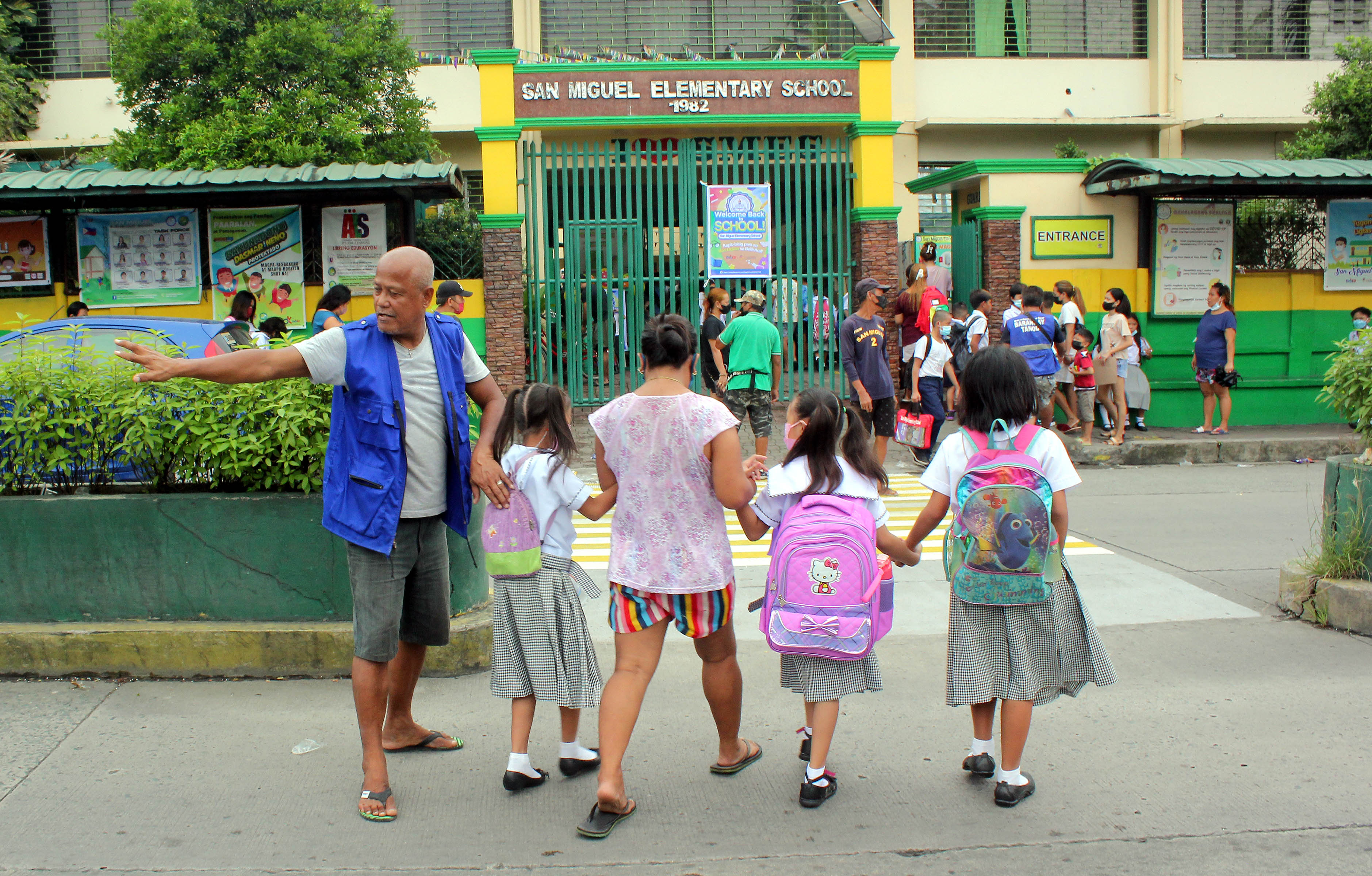
Un tanod ayudando a estudiantes a cruzar la calle frente a una escuela primaria en San Miguel II, Dasmariñas, Cavite.